# 代官頭
代官頭（だいかんがしら）とは、豊臣政権期から江戸幕府初期にかけて徳川氏の領国であった関東地方の領国支配を担当した4名の大代官の俗称（一次史料には見られない）。
天正18年（1590年）から慶長18年（1613年）まで機能。

## 概要
三河譜代の伊奈忠次、今川氏旧臣の長谷川長綱・彦坂元正、武田氏旧臣の大久保長安の4名を指す。
(青山忠成は江戸町奉行)　勘定奉行配下。
彼らは徳川氏が三遠駿甲信5か国支配時代から徳川家康に仕え、天正15年（1587年）以来進められた領国支配の再編の過程で検地をはじめとする農業・鉱業・交通・司法の各方面の整備の実務を担当した。それは天正18年（1590年）に徳川氏が関東に移封された後も変わらず、むしろ新領国支配体制編成の中心として活躍して徳川家康の側近として名前を連ねるようになる。
代官頭のうち、伊奈は武蔵国小室（埼玉県伊奈町）、長谷川は相模国浦賀（神奈川県横須賀市）、彦坂は相模国岡津（神奈川県横浜市泉区）、大久保は武蔵国横山（東京都八王子市）に陣屋を設け、徳川氏の本拠である江戸城を半円状に取り囲む形で配置され、更に武田・今川・北条各氏の旧臣からなる小代官・手代を各地の小陣屋に派遣して郡・領単位の支配を行わせた。江戸幕府成立後、佐渡国・石見国などの鉱山経営にも関与するようになる。
だが、慶長9年（1604年）に長谷川が病死、慶長11年（1606年）に彦坂が失脚し、慶長12年（1607年）に徳川家康の隠居に伴って、伊奈忠次は江戸城の秀忠、大久保長安は駿府城の家康に近侍するようになると、その性格は大きく変わることになる。慶長15年（1610年）に伊奈忠次が病死し、慶長18年（1613年）、年寄衆（老中）に名前を連ねるまでに出世して「天下の総代官」と呼ばれた大久保長安が病死した直後に発覚した不正蓄財により長安の子が誅殺されると(大久保長安事件)、代官頭の権力は解体され、老中・勘定奉行に管轄が移る。
伊奈忠次の子孫が関東郡代と称して代官頭の職務を縮小する形で存続したものの、それも寛政4年（1792年）に改易されることで幕を閉じた。

## 後任組織
後任組織は、1792年（寛政4年）3月より、1806年（文化3年）まで関東郡代。
1806年（文化3年）より、1864年(元治元年11月)まで、関東郡代が空席。実務は馬喰町御用屋敷詰代官。
1864年(元治元年11月)より、1867年（慶応3年2月5日）まで関東郡代。後、関東在方掛になり明治維新を迎えた。

## その他
関東代官頭とも呼称されることがある。